# Hugh Matheson
Hugh Matheson, né le 16 avril 1949, est un rameur d'aviron britannique. 

## Carrière
Hugh Matheson participe aux Jeux olympiques de 1976 à Montréal et remporte la médaille d'argent avec le huit  britannique composé de John Yallop, Timothy Crooks, Richard Lester, David Maxwell, James Clark, Fred Smallbone, Leonard Robertson et Patrick Sweeney.